# Tribunal de apelação
Tribunal de apelação ou corte de apelação é um tribunal de justiça que tem competência para julgar os recursos de apelação interpostos contra as resoluções de um tribunal ou juiz de inferior instância. Os tribunais de apelação ou recurso são sempre colegiados, as instâncias inferiores geralmente não o são.
Na maioria dos ordenamentos jurídicos, os sistemas judiciais estão estruturados em duas instâncias: uma primeira instância à qual são designados os tribunais inferiores ou de base (tribunais ou juizados de primeira instância), que tomam conhecimento e resolvem os casos, e uma segunda, correspondente aos tribunais superiores, encarregados de tomar conhecimento das apelações contra as sentenças dos primeiros, com a finalidade de reformar ou confirmar conforme o Direito, as ditas resoluções; ademais, geralmente também contemplam um tribunal ou corte suprema encarregado de receber os recursos de revista ou de nulidade contra as sentenças dos tribunais de apelação. São os Superiores Tribunais de Justiça, Supremos Tribunais da Nação, Cortes Supremas ou Cortes Constitucionais, denominações variáveis de país para país.

## No Brasil

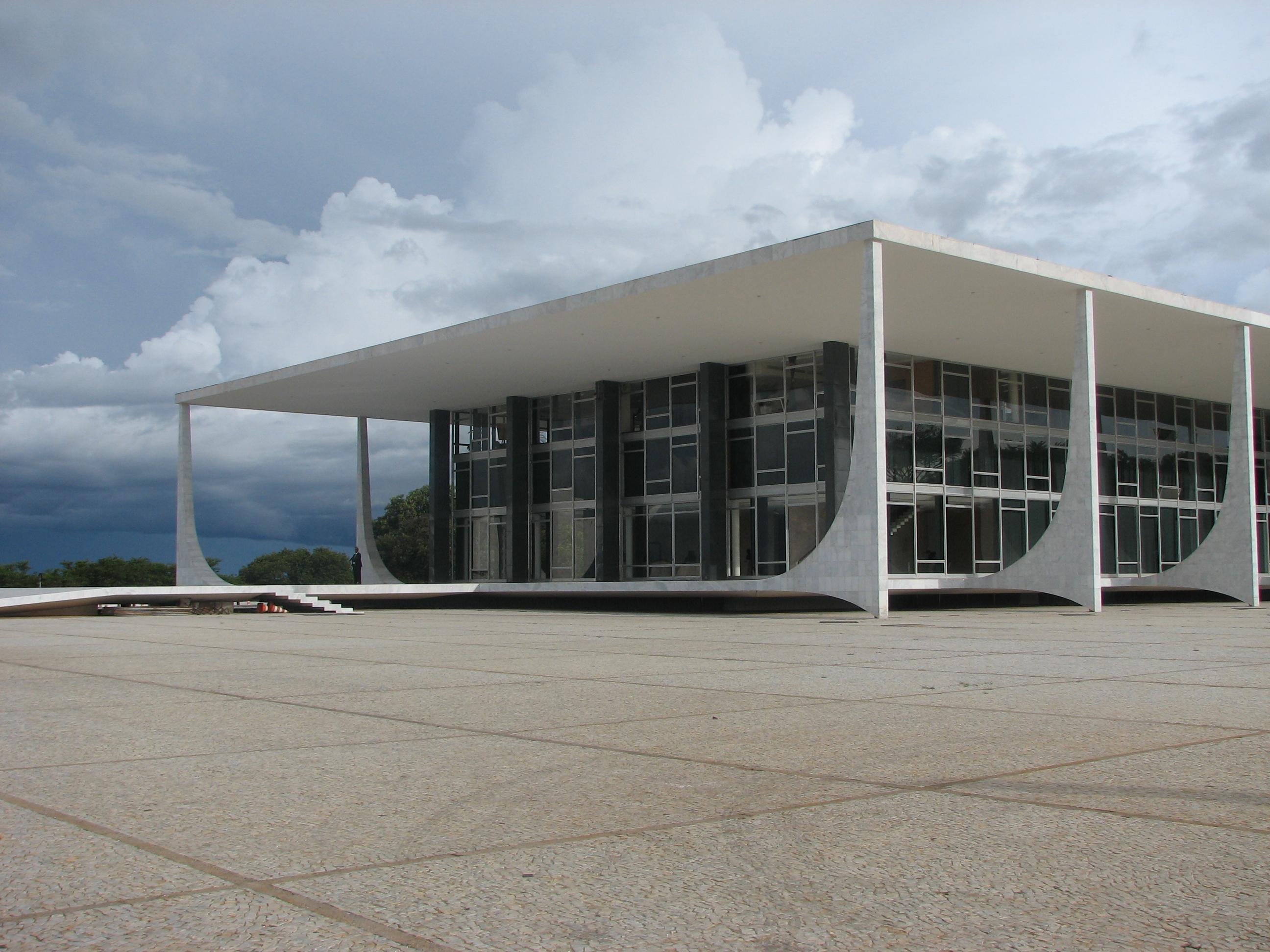
Edifício do Supremo Tribunal Federal em Brasília.

No Brasil, o Supremo Tribunal Federal além de Corte Constitucional, funciona também como Corte de Apelação, recebendo recursos extraordinários emanados da primeira instância.
Corte de Apelação também era o nome dado aos Superiores Tribunais Estaduais desde 1891 até 10 de novembro de 1937, quando a Constituição do Estado Novo foi outorgada. A partir de então, a Corte Suprema passou a chamar-se Supremo Tribunal Federal e os tribunais estaduais tornaram-se Tribunais de Apelação, terminologia que só seria alterada com o fim do Estado Novo, quando adotaram a denominação empregada até os dias de hoje, Tribunal de Justiça.